# Urocoras nicomedis
Urocoras nicomedis is een spinnensoort in de taxonomische indeling van de nachtkaardespinnen (Amaurobiidae).
Het dier behoort tot het geslacht Urocoras. De wetenschappelijke naam van de soort werd voor het eerst geldig gepubliceerd in 1978 door Paolo Marcello Brignoli.